# Зоран Пановић
Зоран Пановић (Титово Ужице, 17. март 1970) српски је новинар и некадашњи главни уредник београдског листа Данас.

## Биографија
Рођен је 17. марта 1970. године у Титовом Ужицу. Дипломирао је социологију на Филозофском факултету у Београду. Професионално ради као новинар од 1997. Највише се бави темама из области политике, поп културе и друштвене феноменологије. Фудбал и његова феноменологија такође су честа тема или мотив његових текстова.
До сада је писао за новине и часописе: Данас, Недељник, Експрес, Плејбој, Статус, Економист, Булевар и друге.
У листу Данас је од почетка његовог излажења јуна 1997. године и спада међу водеће аналитичаре и коментаторе друштвених и политичких збивања.У овој редакцији прошао је пут од хонорарца до главног и одговорног уредника. Последњих неколико година је редовни колумниста.
Године 2021. раскинуо је стални радни однос у „Данасу” због преласка на место главног уредника Демостата, у којем је већ био на месту програмског директора.

## Награде и признања
- Награда "Лаза Костић" (2006),[5]
- Награда "Душан Дуда Тимотијевић" (2006),[6]
- Награда "Никола Бурзан" (2007),[7]
- Повеља за грађанску храброст "Драгољуб Стошић" (2009),[8]
- Награда "Драгиша Кашиковић" (2016).[2][9]

## Дела
Зоран Пановић објавио је више књига: 
- Дозволите да се одјавимо : одабрани текстови из магазина Статус (Београд : Службени гласник, Статустеам, 2007),[10]
- Холдинг Србија : колумне из магазина Статус (Београд : Службени гласник, Statusteam, 2008),[11]
- Рафали у каменолому (Београд : Службени гласник, 2009),[12]
- Музика за лифтове - књига песама (Београд : Откровење, 2009),[13]
- Бити Милито (Београд : Дан граф, 2011),[14]
- Време шприцера : 70 + 1 запис са разговора вођених од 1998. до 2010. (Београд : Дан граф, Службени гласник, 2011),[15]
- Сајам еротике (Београд : Службени гласник, Дан граф 2012),[16]
- Швајцарски качамак (Београд : Albion Books, Дан граф, 2013),[17]
- Тито : кратки курс (Београд : Albion Books, Дан граф, 2014),[2][18]
- Диско пестициди (Београд : Albion Books, 2019),[19]
- Јосип Броз Тито : било једном у Југославији (Београд : Недељник, 2020).[20]